# João Tiago Oliveira Cunha
João Tiago Oliveira da Cunha (sinh ngày 4 tháng 2 năm 1996) là một cầu thủ bóng đá người Bồ Đào Nha thi đấu cho Vizela, ở vị trí hậu vệ.

## Sự nghiệp bóng đá
Vào ngày 21 tháng 1 năm 2015, Cunha có màn ra mắt cho Rio Ave trong trận đấu tại Cúp Liên đoàn bóng đá Bồ Đào Nha 2014–15 trước Académica.

## Cá nhân
Bố của anh, João Mário đã thi đấu 9 mùa giải tại Giải bóng đá vô địch quốc gia Bồ Đào Nha.